# Roman Grinberg

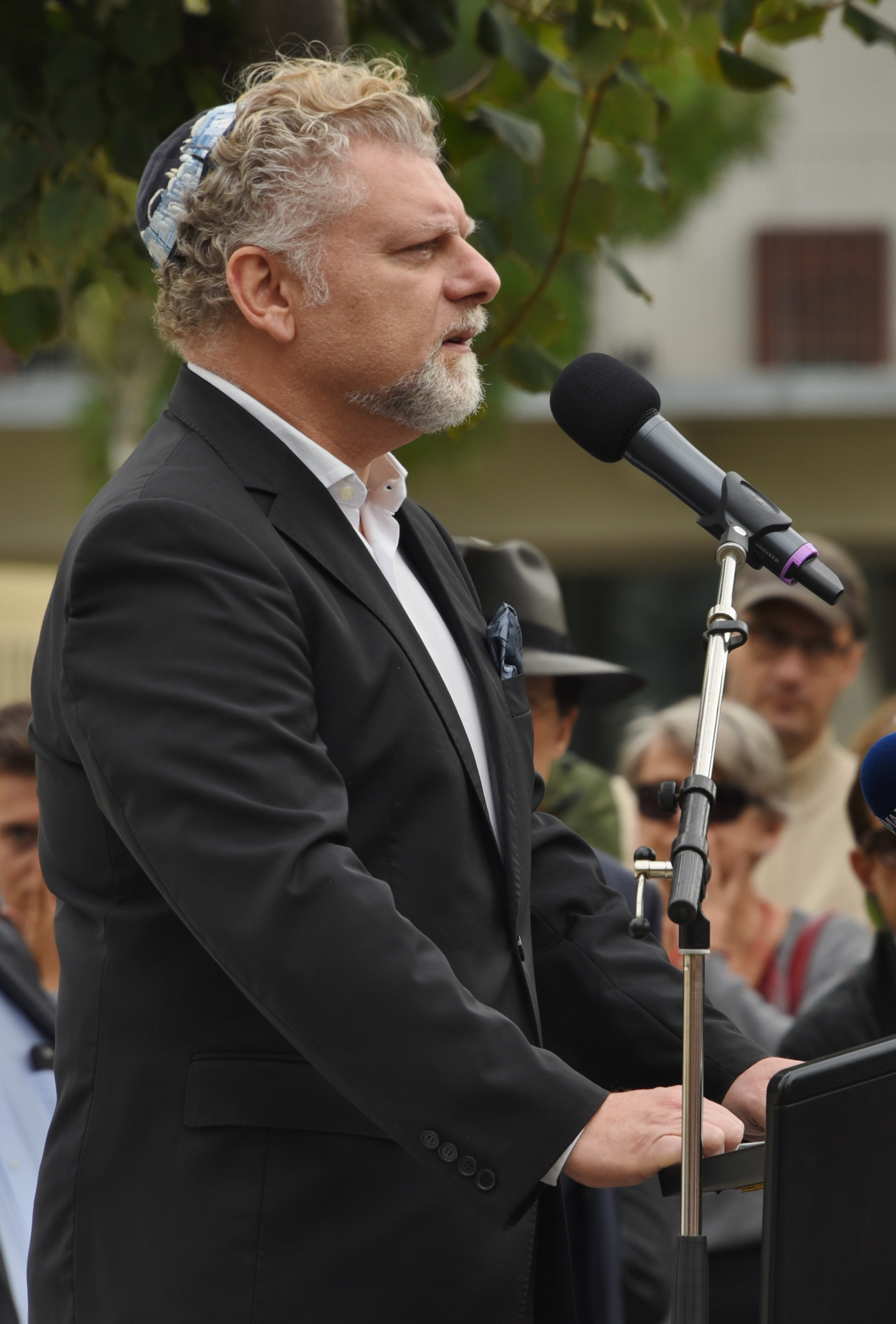
Roman Grinberg, 2017

Roman Grinberg, russisch Рома́н Ихи́льевич Гри́нберг (geboren 1962 in Bălți, Moldauische SSR) ist ein österreichischer Künstler und Musiker.

## Leben
Roman Grinberg wurde 1962 als zweites von vier Kindern einer jüdischen Musikerfamilie geboren. Vater Ychiel war aktiver Klezmer-Musiker, Mutter Rima-Rivke unterrichtete Musik. Seinen ersten Klavierunterricht erhielt Roman Grinberg bereits mit fünf Jahren an der Musikschule in Bălți. 1972 emigrierte die Familie nach Israel, wo die Kinder von den Eltern in Musik weiter unterrichten wurden. Nach knapp drei Jahren in Israel übersiedelte die Familie nach Wien, wo Roman Grinberg am Konservatorium der Stadt Wien bei Roger Salander Klarinette studierte. Danach folgten Gesangsstudium bei Mayerhofer und Maurer sowie Jazzorgel bei Rudi Wilfer und Saxofon bei Thomas Kugi. Mit seinem Vater und seinem Bruder Anatolij begann er im Alter von 15 Jahren auf jüdischen Hochzeiten und Bar Mizwas zu musizieren. Nach dem Tod seines Vaters gründete er 1983 gemeinsam mit seinem Bruder die Band Frejlech, mit der er bis heute in der Wiener jüdischen Gemeinde aktiv musiziert.
Seit seiner Jugend befasst sich Roman Grinberg mit der jüdischen Musik. Dazu gehören unter anderem seine eigenen Kompositionen, klassische Klezmermusik, das von ihm gepflegte Genre „Jiddisch-Jazz“ sowie jiddische Lieder. Im Rahmen seiner eigens gegründeten Kulturinitiative KuBiK (Verein für Kunst, Bildung und Kommunikation) widmet er sich dem Abbau von Ressentiments und dem Kampf gegen Antisemitismus, Ausgrenzung und Fremdenfeindlichkeit, insbesondere im Kreise von Jugendlichen unterschiedlicher Herkünfte und Kulturen.
Neben Komposition, Arrangement und Konzerttätigkeit schreibt Roman Grinberg Gedichte und Liedertexte in seiner Muttersprache Jiddisch. Erste Veröffentlichungen 2010.

## Wirken
Roman Grinberg ist als Komponist, Arrangeur, Sänger und Pianist tätig und war an verschiedenen Film- und TV-Produktionen beteiligt. Am 21. Juli 2018 sowie am 18. April 2020 stand er jeweils im Mittelpunkt einer Folge der ORF-Serie Religionen der Welt. Seit 2012 ist Roman Grinberg Österreichs Vertreter im European Jewish Parliament mit Sitz in Brüssel und engagiert sich dort im Kulturkomitee. 2015 gründete Roman Grinberg gemeinsam mit dem österreichischen Musiker Georgij Alexandrowitsch Makazaria, dem ukrainischen Akkordeonisten Alexander Shevchenko und dem russischen Violinisten Aliosha Biz das Bandprojekt Russian Gentlemen Club. Darüber hinaus arbeitete er zusammen mit Persönlichkeiten der jüdischen Kunst- und Kulturszene, darunter mit Joshua Sobol für die Neuinszenierung dessen Produktion „Ghetto“ am Stadttheater Klagenfurt. In der jüdischen Kunstszene ist er auch als Darsteller sowie als musikalischer Leiter für Theaterproduktionen tätig:
| 1977 – 1983       | Mitwirkung in der Klezmer-Kapelle des Vaters als Pianist                                                  |
| seit 1983 laufend | Diverse Klezmer-Gruppen – künstlerische Leitung, seither internationale Konzerttätigkeit in diesem Genre  |
| seit 1986 laufend | Diverse Solo-Programme – Jüdische Musik & Humor                                                           |
| seit 1989 laufend | Jiddisch-Jazz erstmals in Österreich vorgestellt, seither internationale Konzerttätigkeit in diesem Genre |
| 1991–2013         | Jüdisches Straßenfest der Kultusgemeinde – künstlerische Leitung des größten jüdischen Events Österreichs |
| seit 1995 laufend | Schauspieler an diversen Theatern, im TV und im Kino                                                      |
| 1998–2004         | Kulturkommission der IKG Wien – künstlerischer Berater                                                    |
| seit 2002 laufend | Leitung Wiener Jüdischer Chor, seither internationale Konzerttätigkeit mit dem Chor                       |
| seit 2004 laufend | Vocal Coaching bei Jiddisch-Festivals, Jiddisch-Workshops und Theaterproduktionen                         |
| 2009–2011         | Jüdisches Theater „Mischpoche“ – künstlerische Leitung                                                    |
| seit 2010 laufend | KlezMetropol – Jüdische Musik im Bigband-Sound – künstlerische Leitung                                    |
| 2009–2014         | Jiddischer Kulturherbst Wien – künstlerischer Berater                                                     |
| seit 2012 laufend | Österreichs Vertreter im European Jewish Parliament, Mitglied der Kulturkommission                        |
| seit 2013 laufend | European Jewish Choirs Festival – künstlerische Leitung                                                   |
| seit 2014 laufend | European Association of Jewish Choirs – Vizepräsident und künstlerischer Leiter                           |
| seit 2015 laufend | Wiener Klezmer-Orchester – künstlerische Leitung                                                          |
| seit 2017 laufend | Yiddish Culture Festival Vienna – Intendanz                                                               |
| seit 2019 laufend | Leitung Jiddisch-Singkurse an der VHS Wien im Jüdischen Institut für Erwachsenenbildung                   |
| seit 2021 laufend | Leitung des Yiddish Swing Orchestra in Kooperation mit dem Dirigenten Michael Alexander Willens           |

## Auszeichnungen
Neben diversen Prämierungen und Auszeichnungen erhielt Roman Grinberg die Goldene Menora 2011 in Birobidzan für seine außerordentlichen Verdienste um Völkerverständigung zwischen Juden und Nichtjuden.
2019 wurde ihm für sein Werk das Große Goldene Ehrenzeichen des Bundesverbandes der Jüdischen Gemeinden als „Kämpfer für Gerechtigkeit, Völkerversöhnung und Menschenwürde“ verliehen. Dabei wurde ihm vom Präsidenten der IKG der Ehrentitel „Botschafter des Judentums“ verliehen.
2022 wurde Roman Grinberg vom Bundespräsidenten Alexander Van der Bellen in Anerkennung seiner Verdienste um die Republik Österreich als Musiker und Kulturvermittler der Berufstitel Professor verliehen.

## Festivals
Konzerte bei internationalen Festivals in diversen Formationen:
| - Klezmer Festival, Fürth, Deutschland - Festival Jüdischer Kultur, Berlin, Deutschland - KlezFest, St. Petersburg, Russische Föderation - Yiddish Fest, Moskau, Russische Föderation - Goldene Hanukkia, Berlin, Deutschland - Bessaraber Lid, Chișinău, Moldova - Jazzfest, Kazan, Russische Föderation - Men Seyt Zikh, Caracas, Venezuela - Jewish Culture, Voronezh, Russische Föderation - Allegro Vivo, Horn, Österreich - Mărțișor Chișinău, Moldova - KlezFest, Lviv, Ukraine - Festival Jüdischer Kultur, Birobidjan, Russische Föderation - Cracovia Cantans, Krakau, Polen - Musica Sacra, Bielsko-Biała, Polen - Europe, Your Song, Barcelona, Spanien | - Klezmer in Safed, Zfat, Israel - Evreyskaya Pesnya, Kazan, Russische Föderation - Akkordeonfestival, Wien - Koid-Woam, Wien - Wean Hean, Wien - Tage der Weltmusik, Wien - Jüdische Kulturwochen, Wien - Jiddische Theaterwoche, Wien - Dzhazovyi Perekrestok, Kazan, Russische Föderation - KlezVienna, Wien - KlezMORE, Wien - Jiddischer Kulturherbst, Wien - Wiener Festwochen, Wien - European Jewish Choirs Festival, Wien und Rom - Storytelling Festival, Graz - Yiddish Culture Festival, Vienna |

## Diskografie
| - 1991: Frejlech sol sajn - 1995: Anita Ammersfeld – jiddische Lieder - 2001: Oj, Frejlech is mir - 2004: 15 Jahre Wiener Jüdischer Chor - 2007: Ose Shalom - 2009: A Bissele Glik - 2010: In the Klezmood - 2012: Wean Hean Volume 12 - 2012: Oyfm Veg Aheym mit den Belzer Sisters - 2012: Arkady Gendler und seine Lieder | - 2013: Wean Hean Volume 13 - 2013: Oy Chanukka! - 2015: MUZIK mit dem Jazzorchester Klezmetropol - 2018: Russian Gentlemen Club - 2018: Reb Chaim and Friends 1 - 2019: Live in Russia - 2020: Bay Mir Bistu Sheyn - 2020: Undzer Yiddishland - 2021: Reb Chaim and Friends 2 |